# ダイヤモンドメディア
ダイヤモンドメディア株式会社（英: DiamondMedia Co., Ltd.）は、東京都港区に本社を置き、不動産ITサービス（クラウドシステム）を提供する不動産テック企業である。

## 概要
2011年から不動産業界に進出し、不動産業務システム、不動産ホームページサービス、不動産マーケティングサービス等の開発・提供を行っている。

## 沿革
- 2007年 9月 - 東京都港区西麻布に設立
- 2008年 1月 - 同区内に移転
- 2010年 9月 - 同区内に移転
- 2011年 3月 - 不動産Webソリューション事業開始
- 2014年 4月 - 不動産プラットフォーム Centrl（セントラル）リリース
- 2016年 10月 - 不動産エンタープライズマーケティングオートメーション（EMA） Centrl LMSをリリース
- 2017年 4月 - 不動産オーナー向け不動産資産管理サービス OwnerBox をリリース

## サービス内容
- ダイヤモンドテール（不動産ホームページサービス）
- Centrl LMS（リーシングマネジメントシステム）
- OwnerBox（不動産資産管理サービス）

## 所属団体
- 東京商工会議所
- 日本賃貸住宅管理協会 東京支部
- 日本賃貸住宅管理協会 神奈川支部
- 首都圏不動産公正取引協議会
- HEAD研究会 不動産マネジメントTF
- リーシングマネジメント研究会